# Rinat Dasáyev
Rinat Faizrajmánovich Dasáyev (del ruso: Ринат Файзрахманович Дасаев), a veces transliterado como Dasaev; en tártaro: Rinat Faizrahman uly Dasaev (Astracán, 13 de junio de 1957) es un exfutbolista de la Unión Soviética. Actualmente es entrenador de porteros en la cantera del FC Spartak-2 Moscú. Es el padre de las gimnastas españolas Elmira Dassaeva y Cristina Dassaeva.

## Carrera

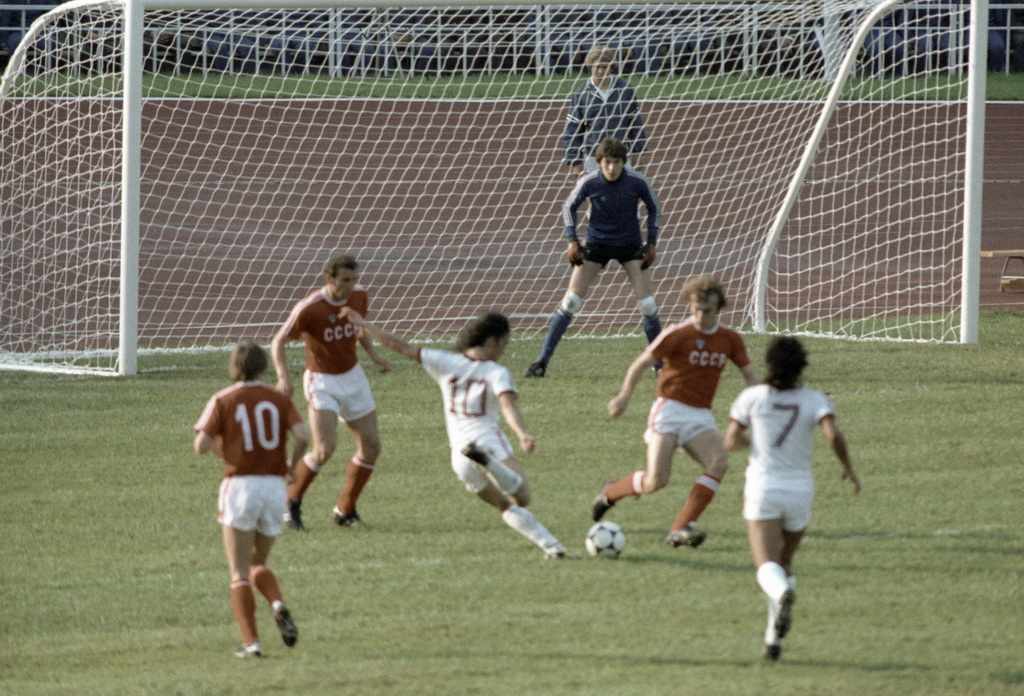
Los equipos soviético y venezolano de fútbol durante la XXII Edición de los Juegos Olímpicos

Dasáyev, quien ocupaba la demarcación de portero, jugó durante la mayor parte de la década de los 80 en el Spartak de Moscú. Con él obtuvo cinco ligas de la URSS y fue elegido en seis ocasiones como el Mejor Portero soviético (en 1980, 1982, 1983, 1985, 1987 y 1988) por la revista Ogonyok. También fue elegido Mejor portero del mundo según la IFFHS en 1988 y finalista un año antes.
Defendió los colores de la selección de su país en tres Mundiales (España 1982, México 1986 e Italia 1990), así como también en los Juegos Olímpicos de Moscú 1980 (donde fue medalla de bronce) y la Eurocopa de 1988 (donde la URSS finalizó en el segundo puesto).
Fichó por el Sevilla F.C. en 1988 lo que le convirtió en el primer jugador de fútbol que pasaba el Telón de acero.
Se retiró a comienzos de los años 1990, después de que su contrato con el terminara.
Tras retirarse fue entrenador de porteros del Sevilla Atlético, filial del equipo hispalense, durante una temporada y del primer equipo dos temporadas con la llegada de Luís Aragonés en 1993.

## Palmarés

### Títulos internacionales
| Título                 | Selección | Sede                     | Año  |
| ---------------------- | --------- | ------------------------ | ---- |
| Juegos Olímpicos       | URSS      | Moscú ( Unión Soviética) | 1980 |
| Subcampeonato Eurocopa | URSS      | Alemania                 | 1988 |

### Distinciones individuales
- Mejor portero del mundo: 1988[1]

- Segundo mejor portero del mundo: 1987

## Trivial
- La afición sevillista le llamaba "Rafaé" por la similitud fonética con su apellido.
- Durante su estancia en Sevilla cayó con el coche en dos ocasiones distintas al foso de la antigua Real Fábrica de Tabacos de Sevilla, sede actual de la universidad de Sevilla,[3][4] de unos 5 metros de profundidad.